# 1816 au Bas-Canada
Cet article traite des événements survenus en 1816 au Bas-Canada. 

## Événements

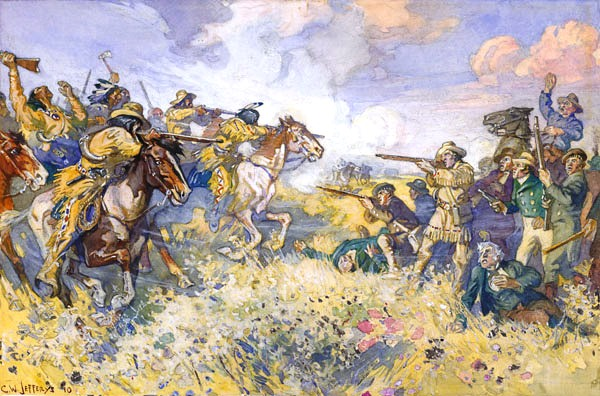
Bataille de Seven Oaks

- 11 mars : le Régiment de Meuron est licencié. Plusieurs soldats retournent en Grande-Bretagne mais plusieurs autres vont rester au Canada. Lord Selkirk vont en engager un certain nombre pour mener une expédition contre la Compagnie du nord-ouest à la colonie de la Rivière Rouge.
- 8 mars au 26 avril : élection de la Neuvième législature du Bas-Canada.
- 17 mars : Fort Gibraltar (en) est pris et détruit par la Compagnie de la Baie d'Hudson à la colonie de la rivière Rouge.
- 21 mai : John Wilson est gouverneur intérimaire du Bas-Canada.
- Le Bas-Canada (le Québec actuel) connaît son été le plus froid de l'époque contemporaine. Le 3 juin, il neige à Québec et Montréal. Le mois de juillet est caractérisé par de nombreux gels. Comme résultat, les récoltes sont catastrophiques. En général dans le monde, c'est une année sans été. C'est la conséquence de l'explosion du volcan Tambora en Indonésie d'avril 1815.
- 19 juin : bataille de Seven Oak ou de la Grenouillère entre la Compagnie de la Baie d'Hudson et la Compagnie du Nord-Ouest près de Winnipeg.
- 12 juillet : John Coape Sherbrooke devient gouverneur général du Canada.
- 7 septembre : lancement du bateau à vapeur PS Frontenac (en) sur le Lac Ontario[1].

## Naissances
- 16 mars : Joseph-Guillaume Barthe (avocat, journaliste et homme politique) (décédé le 4 août 1893 au Québec)
- 25 mars : Josiah Burr Plumb, politicien et président du sénat.
- 21 avril : Nathaniel Pettes, politicien.
- 27 avril: Joseph Duguay, politicien.
- 21 mai : Jean-Baptiste Pouliot, politicien.
- 4 juillet : Hiram Walker (en), fondateur d'une distillerie.
- 13 octobre : Henry Starnes, politicien et maire de Montréal.
- 31 décembre : Joseph-Édouard Cauchon, politicien.
- Maria Monk, auteure.

## Décès

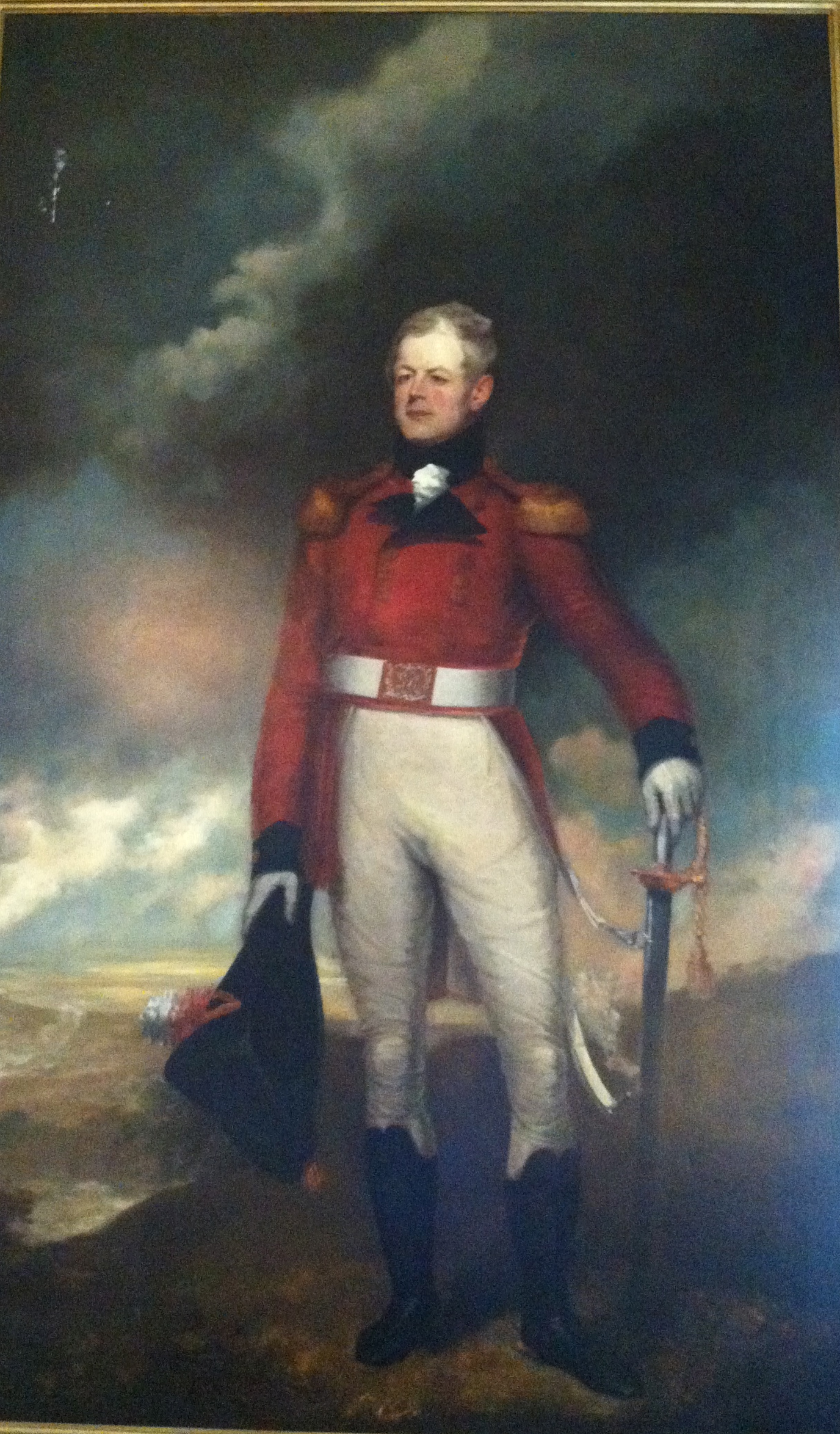
Sir George Prevost par Robert Field

- 5 janvier : George Prevost, gouverneur du Canada.
- 1 février : Joseph Éthier, politicien.
- 9 mars : Clément Gosselin, officier canadien qui a combattu pour la révolution américaine.
- 6 septembre : Pierre-Amable de Bonne, seigneur, juge et politicien.
- James Tod, politicien.